# Disteniazteca pilati
Disteniazteca pilati är en skalbaggsart som först beskrevs av Louis Alexandre Auguste Chevrolat 1857. Disteniazteca pilati ingår i släktet Disteniazteca och familjen långhorningar.
Artens utbredningsområde är:
- Honduras.
- Nicaragua.
- Panama.

Inga underarter finns listade i Catalogue of Life.